# Leptostylis borealis
Leptostylis borealis är en kräftdjursart som beskrevs av Stappers 1908. Leptostylis borealis ingår i släktet Leptostylis och familjen Diastylidae. Inga underarter finns listade i Catalogue of Life.